# 劉懋中
劉懋中（1541年—？），字可參，號慎斋，直隸大名府魏縣人，民籍，明朝政治人物、進士出身。

## 生平
嘉靖三十四年（1555年）乙卯科順天府鄉試第三十八名，萬曆二年（1574年）登甲戌科會試第一百三十四名，第三甲第一百五十八名進士。授唐縣知縣，以治行最升南吏部主事。方拟大用，以赉表过里卒。

## 家族
曾祖父劉鑑，贈刑部主事；祖父劉舉，曾任按察司僉事；父劉禟，曾任州判官。母李氏；繼母張氏。慈侍下。